# Armazém Morumbi FC
Armazém Morumbi FC is een Braziliaanse voetbalclub uit Guajará-Mirim in de staat Rondônia, beter bekend als Morumbi. 

## Geschiedenis
De club werd opgericht in 1999. In 2006 speelde de club een seizoen in de tweede klasse van het Campeonato Rondoniense. In 2016 speelde de club voor het eerst in de hoogste klasse en degradeerde aan het einde van het seizoen. 